# 12086 Joshualevine
12086 Joshualevine este un asteroid din centura principală de asteroizi.

## Descriere
12086 Joshualevine este un asteroid din centura principală de asteroizi. A fost descoperit pe 20 aprilie 1998 la Socorro, New Mexico, în cadrul proiectului LINEAR. Asteroidul prezintă o orbită caracterizată de o semiaxă mare de 2,40 ua, o excentricitate de 0,11 și o înclinație de 5,2° în raport cu ecliptica.